# Doxocopa lucasii
Doxocopa lucasii är en fjärilsart som beskrevs av Doubleday 1849. Doxocopa lucasii ingår i släktet Doxocopa och familjen praktfjärilar. Inga underarter finns listade i Catalogue of Life.